# Maurice Steijn
Maurice Steijn (L'Aia, 20 novembre 1973) è un allenatore di calcio ed ex calciatore olandese, di ruolo centrocampista, tecnico dello Sparta Rotterdam.

## Biografia
Ha un figlio di nome Sem che ha seguito le sue orme.

## Carriera

### Giocatore
Ha giocato come centrocampista con le maglie dell'ADO Den Haag e del VVV-Venlo prima di ritirarsi all'età di 28 anni per problemi fisici. Ha giocato ancora per qualche anno nelle serie amatoriali con il Kranenburg e l'ADO.

### Allenatore
Steijn avendo conseguito la qualifica all'accademia pedagogica (PABO), ha insegnato alle scuole elementari. Inizia la carriera da allenatore nelle giovanili dell'ADO nel 2005. Guida la prima squadra dal 2011 in sostituzione di John van den Brom, dopo averla allenata ad interim per poco tempo nel 2010, venendo esonerato nel febbraio del 2014 e sostituito da Henk Fraser. 
Dal 2014 al 2019 allena il VVV-Venlo vincendo nel 2016-2017 la Eerste Divisie per cui viene premiato come miglior allenatore della categoria con il Rinus Michels Award e il Gouden Stier. 
Nel giugno del 2019 firma un contratto con l'Al-Wahda in sostituzione del connazionale Henk ten Cate ma l'avventura negli Emirati dura pochi mesi poiché il 10 ottobre di quell'anno viene esonerato dopo aver messo insieme tre punti in altrettante partite. 
Nel 2020-2021 è chiamato ad allenare il NAC Breda con cui si piazza 5º in Eerste Divisie, perdendo la finale dello spareggio promozione contro il N.E.C..
Il 23 febbraio 2022 viene annunciato come nuovo allenatore dello Sparta Rotterdam con un contratto biennale valido a partire dalla stagione successiva, ma il 25 aprile seguente viene chiamato in anticipo ad allenare il club di Rotterdam al posto di Henk Fraser che lascia la squadra all'ultimo posto a quattro giornate dal termine; Steijn con 10 punti riesce a salvare la squadra terminando il campionato al 14º posto. La stagione seguente invece si piazza al 6º posto in Eredivisie perdendo la finale dello spareggio per l'accesso alla UEFA Conference League contro il Twente. 
Dal 1º luglio 2023 è il nuovo tecnico dell'Ajax. L’inizio di stagione è deludente e quindi il 23 ottobre viene esonerato con la squadra penultima in classifica con 5 punti in 7 partite e reduce da 4 sconfitte consecutive.
Nel novembre 2024 torna allo Sparta.

## Statistiche

### Statistiche da allenatore
Statistiche aggiornate al 23 ottobre 2023. In grassetto le competizioni vinte.
| Stagione                | Squadra                 | Campionato              | Campionato | Campionato | Campionato | Campionato | Coppe nazionali | Coppe nazionali | Coppe nazionali | Coppe nazionali | Coppe nazionali | Coppe continentali | Coppe continentali | Coppe continentali | Coppe continentali | Coppe continentali | Altre coppe | Altre coppe | Altre coppe | Altre coppe | Altre coppe | Totale | Totale | Totale | Totale | % Vittorie | Piazzamento |
| Stagione                | Squadra                 | Comp                    | G          | V          | N          | P          | Comp            | G               | V               | N               | P               | Comp               | G                  | V                  | N                  | P                  | Comp        | G           | V           | N           | P           | G      | V      | N      | P      | %          | Piazzamento |
| ----------------------- | ----------------------- | ----------------------- | ---------- | ---------- | ---------- | ---------- | --------------- | --------------- | --------------- | --------------- | --------------- | ------------------ | ------------------ | ------------------ | ------------------ | ------------------ | ----------- | ----------- | ----------- | ----------- | ----------- | ------ | ------ | ------ | ------ | ---------- | ----------- |
| 2014-2015               | VVV-Venlo               | ER                      | 38+4       | 16+1       | 12+1       | 10+2       | CO              | 3               | 1               | 1               | 1               | -                  | -                  | -                  | -                  | -                  | -           | -           | -           | -           | -           | 45     | 18     | 14     | 13     | 40,00      | 7°          |
| 2015-2016               | VVV-Venlo               | ER                      | 36+2       | 23         | 6+1        | 7+1        | CO              | 1               | 0               | 0               | 1               | -                  | -                  | -                  | -                  | -                  | -           | -           | -           | -           | -           | 39     | 23     | 7      | 9      | 58,97      | 2°          |
| 2016-2017               | VVV-Venlo               | ER                      | 38         | 26         | 4          | 8          | CO              | 2               | 1               | 0               | 1               | -                  | -                  | -                  | -                  | -                  | -           | -           | -           | -           | -           | 40     | 27     | 4      | 9      | 67,50      | 1°          |
| 2017-2018               | VVV-Venlo               | E                       | 34         | 7          | 13         | 14         | CO              | 3               | 2               | 0               | 1               | -                  | -                  | -                  | -                  | -                  | -           | -           | -           | -           | -           | 37     | 9      | 13     | 15     | 24,32      | 15°         |
| 2018-2019               | VVV-Venlo               | E                       | 34         | 11         | 8          | 15         | CO              | 2               | 1               | 0               | 1               | -                  | -                  | -                  | -                  | -                  | -           | -           | -           | -           | -           | 36     | 12     | 8      | 16     | 33,33      | 12°         |
| Totale VVV Venlo        | Totale VVV Venlo        | Totale VVV Venlo        | 180+6      | 83+1       | 43+2       | 54+3       |                 | 11              | 5               | 1               | 5               |                    | -                  | -                  | -                  | -                  |             | -           | -           | -           | -           | 197    | 89     | 46     | 62     | 45,18      |             |
| ago.-ott. 2019          | Al-Wahda                | UAEL                    | 4          | 1          | 0          | 3          | PC+CdL          | 0+3             | 0+2             | 0+1             | 0+0             | -                  | -                  | -                  | -                  | -                  | -           | -           | -           | -           | -           | 7      | 3      | 1      | 3      | 42,86      | Eson.       |
| 2020-2021               | NAC Breda               | ER                      | 38+3       | 22+1       | 7+1        | 9+1        | CO              | 1               | 0               | 0               | 1               | -                  | -                  | -                  | -                  | -                  | -           | -           | -           | -           | -           | 42     | 23     | 8      | 11     | 54,76      | 5°          |
| mar.-giu. 2022          | Sparta Rotterdam        | E                       | 4          | 3          | 1          | 0          | CO              | 0               | 0               | 0               | 0               | -                  | -                  | -                  | -                  | -                  | -           | -           | -           | -           | -           | 4      | 3      | 1      | 0      | 75,00      | Sub, 14°    |
| 2022-2023               | Sparta Rotterdam        | E                       | 34+4       | 17+1       | 8+1        | 9+2        | CO              | 2               | 1               | 0               | 1               | -                  | -                  | -                  | -                  | -                  | -           | -           | -           | -           | -           | 40     | 19     | 9      | 12     | 47,50      | 6°          |
| lug.-ott. 2023          | Ajax                    | E                       | 7          | 1          | 2          | 4          | CO              | 0               | 0               | 0               | 0               | UEL                | 4                  | 1                  | 2                  | 1                  | -           | -           | -           | -           | -           | 11     | 2      | 4      | 5      | 18,18      | Eson.       |
| nov. 2024-2025          | Sparta Rotterdam        | E                       | 18         | 6          | 5          | 7          | CO              | 1               | 0               | 1               | 0               | -                  | -                  | -                  | -                  | -                  | -           | -           | -           | -           | -           | 19     | 6      | 5      | 8      | 31,58      | Sub         |
| Totale Sparta Rotterdam | Totale Sparta Rotterdam | Totale Sparta Rotterdam | 56+4       | 26+1       | 14+1       | 17+1       |                 | 3               | 1               | 1               | 1               |                    | -                  | -                  | -                  | -                  |             | -           | -           | -           | -           | 63     | 28     | 15     | 20     | 44,44      |             |
| Totale carriera         | Totale carriera         | Totale carriera         | 298        | 136        | 70         | 92         |                 | 18              | 8               | 2               | 8               |                    | 4                  | 1                  | 2                  | 1                  |             | -           | -           | -           | -           | 320    | 145    | 74     | 101    | 45,31      |             |

## Palmarès

### Giocatore

#### Competizioni nazionali
- Eerste Divisie: 1

NAC Breda: 1999-2000

### Allenatore

#### Competizioni nazionali
- Eerste Divisie: 1

VVV-Venlo: 2016-2017